# Блаженное видение
Блаже́нное ви́дение (лат. visio beatifica) в христианстве — сверхъестественный акт сотворённого разума, посредством которого ангелы и души усопших праведников обретают непосредственное и ясное познание Бога.

## В Католической Церкви
Согласно учению Римско-католической церкви, Блаженное видение превосходит естественные способности ангелов и людей, и потому является сверхъестественным даром Божиим. Вьеннский собор (1311 — 1312) осудил учение бегинок и бегардов, утверждавших, что люди не нуждаются в сверхъестественной помощи для того, чтобы возвыситься до видения Бога, но способны достичь Блаженного видения своими собственными силами.
Фома Аквинский считал Блаженное видение целью человеческой жизни и источником бесконечного счастья человека. Споры между доминиканцами и францисканцами о том, возможно ли Блаженное видение для душ усопших праведников ещё до Страшного суда, были прекращены буллой Benedictus Deus (29 января 1336 г.) римского папы Бенедикта XII, где сказано, что «души праведных … ещё до воскресения их тел и Страшного суда пребывают на небесах вместе со Христом и … созерцают Божественную сущность непосредственным видением». Это учение было вновь подтверждено на Ферраро-Флорентийском соборе в булле Laetentur Caeli.

## В Православной Церкви
В Православии такой идеи нет. Не следует считать, что учение Григория Паламы о созерцании божественного Света или нетварных божественных Энергий можно отождествлять с Блаженным видением Католической Церкви. Это видно прежде всего из вышеприведенных формулировок о том, что по учению КЦ святые на небесах созерцают божественную Сущность, в то время как для Православия познание Сущности Бога невозможно. Бог для православных познаётся только в Своих проявлениях или действованиях. Проще сказать: Он познаётся через божественные Энергии.